# Al·legoria

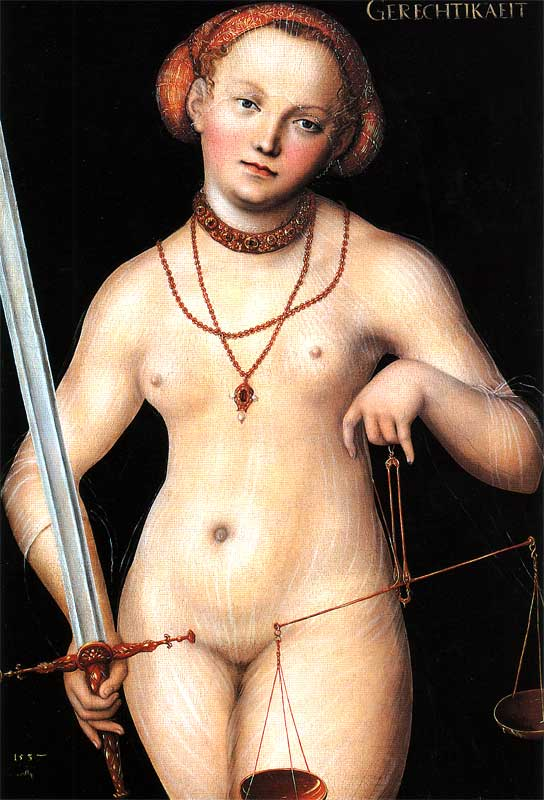
Al·legoria de la justícia en una obra de Lucas Cranach

L'al·legoria és un recurs literari consistent en una metàfora continuada. En un text, se substitueix un referent pel seu equivalent metafòric i tots els termes lligats al referent tenen una metàfora equivalent, de manera que es genera un text amb diversos nivells de lectura.
El mot prové de dos termes en llengua grega clàssica: ἀλλή + ἀγορεύω, literalment 'un altre' + 'parlar', és a dir, parlar d'alguna altra cosa, llegir entre línies, sobreentendre una cosa que no és explícita en un context determinat.
També es diu al·legoria a un recurs molt relacionat, en el qual en comptes d'un referent s'usa un concepte abstracte com a símbol. L'edat mitjana era molt procliu a usar al·legories en les seves obres literàries, sobretot en textos religiosos. L'exemple màxim de novel·la al·legòrica és La Divina Comèdia del Dant.
En aquest sentit, es parla de lectura al·legòrica, afirmant d'un text que té una significació oculta més enllà de la literal o de la simple connotació. Els estudiosos, així, troben 4 nivells de lectura en la Bíblia: literal, tipològic, moral i anagògic, i aquests darrers trets són al·legòrics.
En l'art plàstic, poden aparèixer al·legories quan unes figures corporals suplanten idees, com per exemple una dea que fa de primavera, recurs molt usat en el barroc.

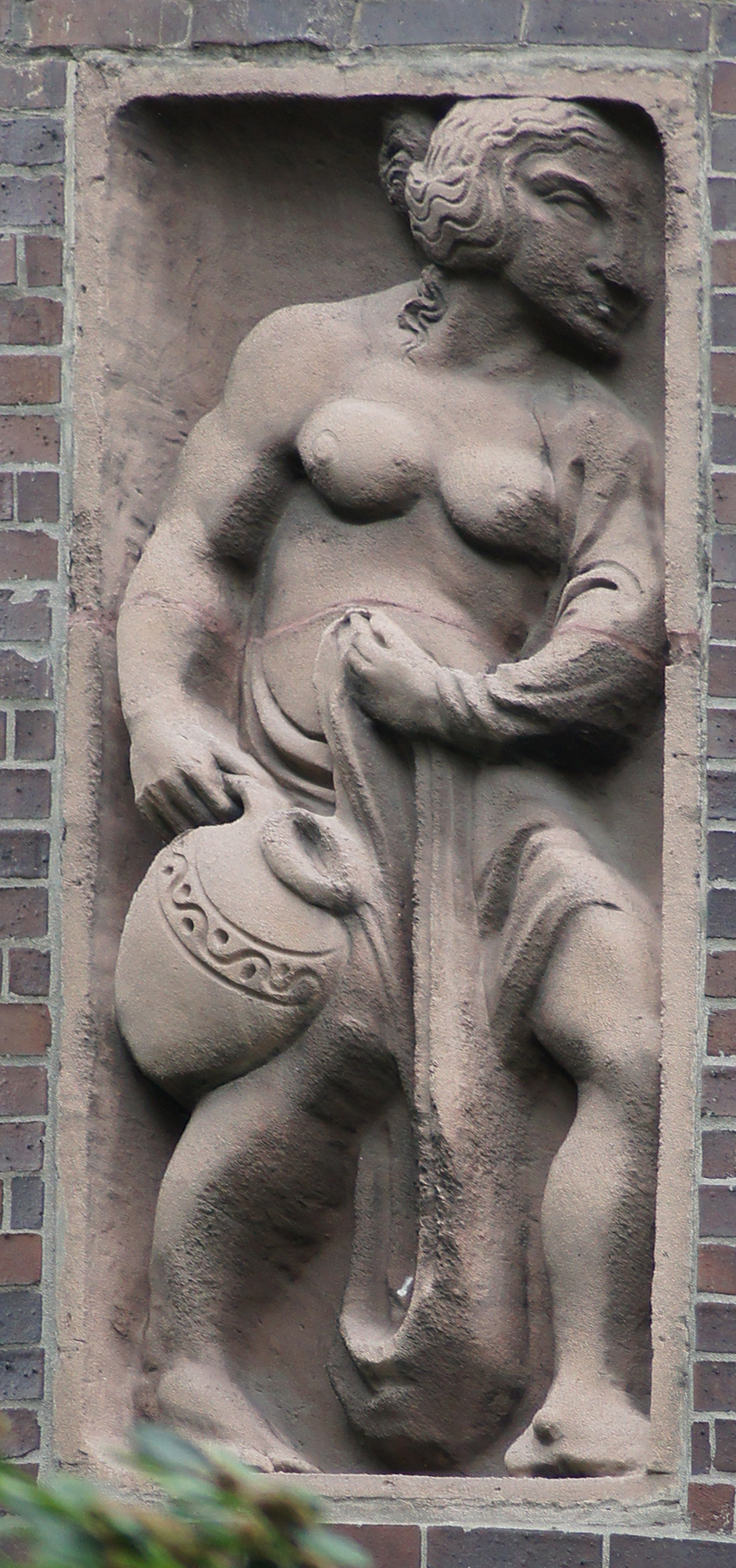
Al·legoria de l'aigua en la torre d'aigua de Groß Sand a Willemsborg (Hamburg)